# NGC 3734
NGC 3734 (również PGC 35773) – galaktyka spiralna (Sbc), znajdująca się w gwiazdozbiorze Pucharu. Odkrył ją William Herschel 19 kwietnia 1794 roku.